# Charles Follen McKim
Charles Follen McKim (24 de agosto de 1847 - 14 de septiembre de 1909) fue uno de los más destacados arquitectos estadounidenses de la corriente Beaux Arts a finales del siglo XIX y principios del XX. Junto con Stanford White aportó la experiencia arquitectónica necesaria a la sociedad McKim, Mead & White.

## Semblanza
McKim nació en el condado de Chester (Pensilvania), el 24 de agosto de 1847. Debe su nombre a Charles Follen, notorio ministro abolicionista de la iglesia unitaria.
Estudió arquitectura y filosofía en la École des Beaux-Arts de París antes de unirse a la oficina de Henry Hobson Richardson en 1870.  Creó su propia firma en asociación con William Rutherford Mead, al que se unió en 1877 el protegido de Richardson, Stanford White. Durante diez años, la firma fue conocida por sus informales residencias de verano. McKim se convirtió, sin embargo, en el exponente del Beaux-Art que ejemplificaba el estilo renacimiento estadounidense, como muestra la Biblioteca Pública de Boston (1887) y varias obras en la ciudad de Nueva York: el campus Morningside Heights de la Universidad de Columbia (1893), el Club Universitario de Nueva York (1899), la Biblioteca y Museo Morgan (1903) y la New York Penn Station (1904-10). También diseñó el Instituto Butler de Arte Americano en Youngstown, Ohio (1919) y la Mansión Howard en Hyde Park (Nueva York).

## Reconocimientos
McKim recibió numerosos premios durante su vida, incluida la Medaille d'Or en la Exposición Universal de París (1900) y una medalla de oro del rey Eduardo VII del Reino Unido, que le fue otorgada por la restauración de la Casa Blanca. En 1902, el Congreso asignó 475.445 dólares con este propósito para ser gastado a discreción del Presidente Theodore Roosevelt. Recibió doctorados honorarios de la Universidad de Pensilvania y de la Universidad de Columbia, y el grado honorífico de maestría de la Harvard en 1890, y del Bowdoin College en 1894.
Fue elegido miembro del Instituto de Arquitectos Estadounidenses en 1877, y recibió póstumamente la Medalla de Oro del AIA en 1909.